# Bethlem Royal Hospital
Pour les articles homonymes, voir Bedlam.
Le Bethlem Royal Hospital (appelé communément Bedlam) est un hôpital psychiatrique situé à Beckenham dans le borough londonien de Bromley. Il est reconnu comme la première institution occidentale ayant offert des services de soins psychiatriques. Même s'il ne se trouve plus à son emplacement original, ce serait le plus ancien hôpital qui se spécialise dans les soins psychiatriques. 
Au XXIe siècle, il offre des services de pointe pour le traitement des problèmes de santé mentale, mais il est réputé pour avoir été le théâtre de plusieurs pratiques cruelles et inhumaines.
Il est connu sous divers noms : St. Mary Bethlehem, Bethlem Hospital, Bethlehem Hospital et Bedlam. Le mot anglais « bedlam », qui signifie chahut et confusion, trouve son origine dans son nom. Il pouvait aussi avoir le sens d'asile d'aliénés puisqu'on lit chez Voltaire : « ce monde est un grand Bedlam, où des fous enchaînent d'autres fous ». Cette institution est bien connue des Français des Lumières ; en 1787, l'abbé Robin publie traduit de l'anglais Du traitement des insensés dans l'hôpital de Bethléem de Londres (chez Lesclapart) de Thomas Bowen, suivi d'observations sur les insensés de Bicêtre et de la Salpêtrière. Selon ce même ouvrage, l'hôpital ne servirait au « traitement des fous » — selon la terminologie de l'époque — que depuis 1547.
En 2011, il héberge une collection d'œuvres de malades mentaux, le Bethlem Royal Archives and Museum.